# Eric Joyce (Politiker)

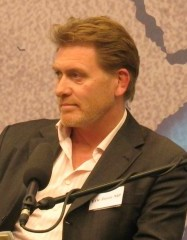
Eric Joyce

Eric Joyce (* 13. Oktober 1960 in Perth) ist ein schottisch-britischer Politiker, der ehemals der Labour Party angehörte.

## Leben
Joyce wurde 1960 in Perth geboren. Er besuchte die Perth Academy und trat 1978 als Private der Black Watch (Royal Highland Regiment) in die British Army ein. Ab 1981 studierte er an der Universität Stirling sowie der Royal Military Academy Sandhurst. Während er zwischen 1987 und 1999 wieder für die Black Watch tätig war, studierte er an den Universitäten von Bath und Keele.
Für die sozialistische Fabian Society verfasste der seit 1992 im Range eines Majors stehende Joyce das Traktat „Arms and the Man: Reviewing the Armed Services“, welches Rassen- und Klassenunterschiede im britischen Militär thematisiert. In diesem bezeichnete er die britische Armee als rassistische und sexistische Organisation, die von reichen weißhäutigen Generälen geführt werde. In einer Reihe von Anhörungen wurde ihm in der Folge ein Austritt aus dem Militärdienst nahegelegt, um einer bevorstehenden Entlassung zuvorzukommen. Am 12. März 1999 trat Joyce aus dem Militärdienst aus. Ihm wurden von Seiten des Militärs Überheblichkeit, mangelnder Gehorsam und Unführbarkeit vorgeworfen.

## Politischer Werdegang
Nachdem der ehemalige Labour-Politiker Dennis Canavan, welcher den Wahlkreis Falkirk West seit seiner Einführung 1983 im britischen Unterhaus vertreten hatte, durch Annahme des Amtes des Crown Steward and Bailiff of the Manor of Northstead am 21. November 2000 indirekt zurücktrat, wurden in dem Wahlkreis Nachwahlen erforderlich. Zu diesen, am 21. Dezember desselben Jahres abgehaltenen Wahlen stellte die Labour Party Joyce auf. Dieser konnte sich verhältnismäßig knapp durchsetzen und zog in der Folge erstmals in das House of Commons ein. Bei den folgenden regulären Unterhauswahlen 2001 verteidigte Joyce sein Mandat.
Im Zuge der Wahlkreisrevision wurde Joyce’ Wahlkreis Falkirk West zum Ende der Wahlperiode aufgelöst. Bei den Unterhauswahlen 2005 bewarb er sich daher um das Mandat des neugeschaffenen Wahlkreises Falkirk, welches er mit einem Stimmenanteil von 50,9 % deutlich gewann. Bei den Wahlen 2010 verteidigte Joyce sein Mandat.
Im Laufe seiner Parlamentszeit fungierte Joyce als Parliamentary Private Secretary unter verschiedenen Junioministern, trat jedoch 2009 von dieser Position zurück. Infolge verschiedener Kontroversen, wurde Joyce für die Labour Party zunehmend untragbar. Am 12. März 2012 gab er daraufhin seinen Austritt aus der Partei bekannt. Er kündigte an für die verbleibende Zeit der Wahlperiode als Unabhängiger dem Haus anzugehören und bei den folgenden Wahlen nicht mehr zu kandidieren. Zum Ende der Wahlperiode schied Joyce aus dem britischen Unterhaus aus.

## Kontroversen
Mit einer Forderung von 174.811 £ führte Joyce 2006 die Ausgabenliste aller Unterhausabgeordneten an. Nachdem er versprochen hatte mäßiger zu wirtschaften, sparte er im folgenden Jahr zwar einige Kosten ein, führte die Liste 2008 jedoch wieder an.
Nachdem Joyce 2010 vermutlich betrunken ein Auto geführt hatte, einem Alkoholtest hatte er sich verweigert, wurde ihm für die Dauer eines Jahres die Fahrerlaubnis entzogen. In einer den Parlamentsangehörigen vorbehaltenen Gaststätte im Palace of Westminster griff Joyce 2012 unter Alkoholeinfluss fünf Konservative sowie einen Labour-Abgeordneten tätlich an und verletzte sie. Als Sicherheitskräfte den sich widersetzenden abführten, wurde noch eine Tür beschädigt. Er wurde im Nachgang zur Zahlung einer Geldstrafe sowie Schmerzensgeldzahlungen verurteilt.
Auf Grund dieser Tat wurde Joyce’ Mitgliedschaft in der Labour Party ausgesetzt. Des Weiteren durfte er für den Zeitraum von drei Monaten landesweit keine Stätten mehr besuchen, an denen Alkohol verkauft wurde. Auch musste Joyce für die Dauer von zwölf Monaten eine elektronische Fußfessel tragen. Als er deren Bänder wenige Monate später durchschnitt und sie abnahm, wurde er erneut zu einer Geldstrafe verurteilt. In einer weiteren Bar im Palace of Westminister kam es 2013 abermals zu Angriffen Joyce’ unter Alkoholeinfluss. Dies führte dazu, dass ihm der Alkoholgenuss in sämtlichen Einrichtungen des Parlaments dauerhaft untersagt wurde.
Wegen Körperverletzung an zwei Jugendlichen wurde Joyce 2015 schuldig gesprochen und neben einer Schmerzensgeldzahlung auch zu einer zehnmonatigen Haftstrafe verurteilt.